# Heptadecágono

Heptadecágono regular

Heptadecágono é um polígono de dezessete (17) lados. O heptadecágono regular é um polígono construtível, foi Gauss quem desenvolveu o processo exato com régua e compasso para a divisão da circunferência em 17 partes iguais.

## Propriedades de um Heptadecágono regular
Os heptádecágonos regulares possuem um número determinado de diagonais, ângulos internos e ângulos externos.
- Soma dos ângulos internos:

{\displaystyle S_{Internos}=(n-\ 2).\ 180\rightarrow (17-\ 2).\ 180=15.\ 180=2700}°
- Medida do ângulo interno:

{\displaystyle a_{Interno}=\,\!{\frac {S_{Internos}}{n}}=\,\!{\frac {(n-\ 2).\ 180}{n}}=\,\!{\frac {(17-\ 2).\ 180}{17}}=\,\!{\frac {15.\ 180}{17}}=\,\!{\frac {2700}{17}}=158,823529411...\simeq 158,82}°
- Medida do ângulo externo:

{\displaystyle a_{Externo}=\,\!{\frac {360}{17}}=21,1764705882...\simeq 21,18}°
- Número de diagonais:

{\displaystyle N_{Diagonais}=\,\!{\frac {n.(n-3)}{2}}=\,\!{\frac {17.(17-3)}{2}}=\,\!{\frac {17.\ 14}{2}}=\,\!{\frac {238}{2}}=119\ diagonais}

## Construtibilidade
Carl Friedrich Gauss (1777-1855) demonstrou que o polígono regular de dezessete lados é construtível, isto é, pode ser desenhado, em princípio exatamente, apenas com régua e compasso. A figura abaixo demonstra o processo descrito pelo próprio Gauss para a construção do heptadecágono.